# Elettrostatica

Simbolo della carica elettrica negativa

Simbolo della carica elettrica positiva

L'elettrostatica, nella fisica classica, è una branca dell'elettromagnetismo che studia le cariche elettriche stazionarie nel tempo, generatrici del campo elettrostatico. Fin dai tempi di Talete, nel V secolo a.C., si era notato che una bacchetta di ambra strofinata con un panno era in grado di attirare piume, pagliuzze, fili, definendo il fenomeno elettrizzazione dei corpi.
Il termine "elettricità" deriva infatti proprio dalla parola greca "elektron", che significa ambra.
Esistono due tipi di stati elettrici (o cariche):
+ positivo, come quello che assume il vetro elettrizzato;
- negativo, come quello che assume l'ambra.
Cariche dello stesso segno si respingono, mentre cariche di segno opposto si attraggono, in entrambi i casi nel rispetto della legge di Coulomb.

## Storia

Linee di forza di un campo elettrostatico generato da una carica elettrica positiva

I primi esperimenti e ricerche documentati sull'elettrostatica risalgono alla Grecia antica del 600 a.C. con Talete di Mileto e Teofrasto, scoprirono che strofinando dell'ambra (che appunto in greco antico era chiamata ἤλεκτρον, élektron) con un panno di lana, permetteva di attirare verso sé delle pagliuzze, piume, fili e similari. Le diverse forme di questo espediente vennero successivamente nel 1600 chiamate "fenomeni elettrici" grazie ad un secondo contributo scientifico riguardo allo studio di tali fenomeni, da parte di William Gilbert, che distinse tali fenomeni da quelli magnetici, in quanto aveva osservato che i fenomeni elettrici avevano un'energia finita (che venne chiamata fluido elettrico) e la forza di attrazione durava fin quanto c'era sufficiente energia, coniando anche il termine forza elettrica.
Il terzo contributo avvenne da parte di Otto Von Guericke verso la metà del XVII secolo, sia per la realizzazione del primo generatore elettrostatico (macchina elettrostatica a strofinio di Guericke), con la quale osservò le scariche elettriche generate durante il suo caricamento e la relativa luminescenza e crepitio (tale fenomeno venne chiamato "fuoco elettrico"), ma che dimostrò anche come la forza elettrica generata da un corpo carico potesse essere trasportata, applicando a tale corpo carico un filo, che ha le stesse proprietà del corpo carico. Guericke fece poi un'altra importante scoperta: studiando l'ambra notò infatti come gli oggetti che venivano inizialmente attirati da essa, una volta a contatto con l'ambra caricata, venivano respinti dalla stessa, dimostrando così che la forza elettrica può essere sia attrattiva che repulsiva.
Successivamente Charles François de Cisternay du Fay, determinò l'esistenza di una carica elettrica positiva e di una negativa, che venivano generate da sostanze differenti, che vennero chiamati "resinosi" (ambra, gomma dura, ceralacca, sostanze resinose) e "vetrosi" (vetro e simili), scoprendo anche che i corpi caricati allo stesso modo e quindi con le stesse cariche elettriche si respingevano (ambra-ambra o vetro-vetro), mentre i corpi caricati con cariche differenti si attraevano (ambra-vetro), allo stesso tempo suppose che i corpi neutri contenessero uguale quantità dei due fluidi elettrici, mentre i corpi carichi avessero un eccesso di un fluido rispetto all'altro.
Successivamente venne definito con più precisione come l'elettrizzazione avviene per cessione di elettroni (quindi caricandosi positivamente) o per acquisizione di elettroni (caricandosi negativamente), in quanto lo spostamento degli elettroni richiede energie molto esigue rispetto ai protoni.

## Descrizione

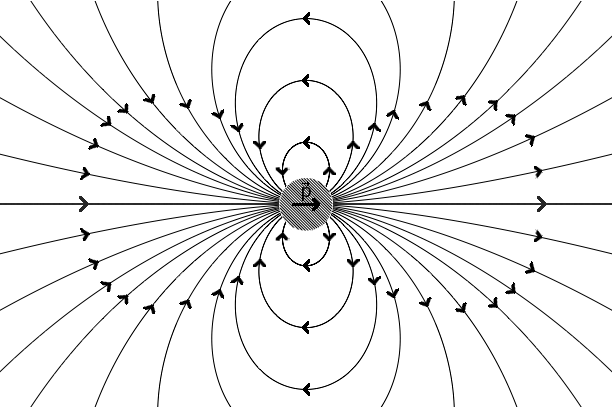
Linee di forza del Dipolo elettrico

### Origine dell'elettrizzazione dei corpi
un atomo è elettricamente neutro perché il numero dei protoni, particelle con carica positiva, è uguale al numero di elettroni, particelle con carica negativa; quindi una bacchetta di vetro, o una di ambra, costituita da atomi elettricamente neutri, è neutra. Quando si strofina la bacchetta di vetro con il panno di lana, alcuni elettroni, che sono le particelle libere di muoversi, lasciano la bacchetta e si trasferiscono sul panno. 
La bacchetta di vetro perde dunque elettroni e, quindi, ha un numero di protoni maggiore di quello degli elettroni: si dice allora che si carica positivamente; il panno, invece, acquista elettroni e quindi ha un numero di elettroni maggiori di quello dei protoni: ecco perché si dice che si carica negativamente.
Se, invece, si utilizza una bacchetta di ambra, gli elettroni passano dal panno alla bacchetta. In questo caso la bacchetta di ambra, che acquista elettroni, si carica negativamente e il panno, che perde elettroni, si carica positivamente.
Dunque quando si strofinano due corpi, uno si elettrizza positivamente e uno negativamente.
L'elettrizzazione di un corpo si può ottenere anche con tre metodi differenti:
- per strofinio,
- per contatto (elettrizzazione permanente),
- per induzione (elettrizzazione temporanea).

L'unità di misura della carica elettrica è il coulomb (C), dal nome del fisico francese Charles Augustin de Coulomb (1736-1806), che scoprì la legge fondamentale dell'elettrostatica, nota appunto come Legge di Coulomb.

### Conduttori e isolanti
Rispetto alle cariche elettriche i materiali non si comportano tutti allo stesso modo e si dividono in conduttori e isolanti.
Materiali come i metalli, l'acqua (non deionizzata) e lo stesso corpo umano, in cui le cariche prodotte si muovono liberamente, si dicono conduttori, cioè che si lascino attraversare dalle scariche elettriche.
La plastica, la gomma, il vetro, il legno, la porcellana si dicono, invece, isolanti, perché le cariche elettriche non li riescono ad attraversare. Si può dire che l'isolante è impermeabile alle scariche elettriche e il conduttore è permeabile a esse.